# めぐり逢い (石野真子の曲)
「めぐり逢い」（めぐりあい）は、1985年6月21日に発売された、石野真子の通算19枚目のシングル。

## 解説
- 1983年5月に芸能界復帰して以降、初となるシングル。

- 2008年3月26日に発売された歌手デビュー30周年記念CD-BOX『Mako Pack -Premium- 30th Anniversary Special Edition』に、シングルEPのA・B面曲が共に最新デジタル・リマスタリング音源で収録された。

## 収録曲
1. めぐり逢い [5:35]
作詞：松本隆／作曲：上田知華／編曲：井上鑑
2. ミモザの季節 [4:40]
作詞：安井かずみ／作曲：加藤和彦／編曲：井上鑑

## 関連作品
- GOLDEN☆BEST 石野真子
- Mako Pack -Premium- 30th Anniversary Special Edition